# Juan Antonio Burgos
Juan Antonio Ramón Burgos (nacido el 24 de junio de 1953 en San Cristóbal, Tucumán) es un exfutbolista argentino. Se desempeñaba como defensor y fue campeón con Rosario Central en 1973.

## Carrera
Debutó en San Martín (Tucumán) en 1970, siendo aún un juvenil y ganando el título de la Federación Tucumana de Fútbol en 1970 y 1971. Las participaciones del Santo en los Nacionales sirvieron para ser conocido a nivel nacional, y Rosario Central se hizo de sus servicios. 
Su debut se dio el 4 de marzo ante Gimnasia y Esgrima La Plata, en cotejo válido por la primera fecha del Metropolitano y que finalizó 1-1. El entrenador de Central era Ángel Tulio Zof. Tras la partida de Don Ángel a mediados del torneo, Carlos Griguol se hizo cargo de la conducción del equipo, llevándolo al título en el Nacional de ese mismo año. Desempeñándose como marcador de punta izquierda, Burgos fue titular inamovible en Los Picapiedras, tal como se apodaba a ese equipo canalla. Continuó su carrera en Central hasta finalizar el Metropolitano 1976, habiendo jugado 112 partidos y marcado un gol.
Retornó a su provincia natal, jugando para Atlético Tucumán, club con el que logró el tricampeonato de la Liga Tucumana de Fútbol entre 1977 y 1979. Cerró su carrera en Atlético Concepción. Con el Tren de la Banda obtuvo los regionales 1982 (derrotando a Altos Hornos Zapla en la final) y 1983 (venciendo a Central Norte de Salta en la definición), logrando la consiguiente clasificación a los respectivos Nacionales.

## Clubes
| Club                 | País      | Año       |
| -------------------- | --------- | --------- |
| San Martín (Tucumán) | Argentina | 1970-1972 |
| Rosario Central      | Argentina | 1973-1976 |
| Atlético Tucumán     | Argentina | 1976-1980 |
| Atlético Concepción  | Argentina | 1982-1983 |

## Palmarés

### Campeonatos nacionales
| Título           | Equipo                | País      | Año    |
| ---------------- | --------------------- | --------- | ------ |
| Primera División | C. A. Rosario Central | Argentina | N-1973 |

### Campeonatos regionales
| Título          | Equipo              | País      | Año  |
| --------------- | ------------------- | --------- | ---- |
| Torneo Regional | Atlético Concepción | Argentina | 1982 |
| Torneo Regional | Atlético Concepción | Argentina | 1983 |

### Campeonatos locales
| Título                        | Equipo                | País      | Año  |
| ----------------------------- | --------------------- | --------- | ---- |
| Federación Tucumana de Fútbol | San Martín de Tucumán | Argentina | 1970 |
| Federación Tucumana de Fútbol | San Martín de Tucumán | Argentina | 1971 |
| Liga Tucumana de Fútbol       | Atlético Tucumán      | Argentina | 1977 |
| Liga Tucumana de Fútbol       | Atlético Tucumán      | Argentina | 1978 |
| Liga Tucumana de Fútbol       | Atlético Tucumán      | Argentina | 1979 |